# Riverbank Arena
Die Riverbank Arena ist ein Hockey-Stadion in London. Es befand sich im Stadtteil Homerton (London Borough of Hackney), im Nordwesten des Olympiaparks.
Das Stadion war ein Austragungsort der Olympischen Spiele 2012 sowie der Paralympics 2012. Die temporäre Anlage bot 16.000 Zuschauern Platz. Ausgetragen wurden hier während der Olympischen Spiele die Wettkämpfe im Hockey sowie bei den Paralympics die Wettbewerbe im 5er-Fußball und im 7er-Fußball. Das Spielfeld aus Kunstrasen war blau und die Sicherheitszone rosarot. Diese Farbkombination ist ungewöhnlich, traditionell wird Hockey auf einem grünen Spielfeld gespielt.
Neben dem Hauptplatz umfasste die Riverbank Arena einen Aufwärmplatz für etwa 300 Zuschauer. Das Stadion wurde nach Abschluss der Wettkämpfe auf eine Kapazität von 5.000 Zuschauern verkleinert und zum Eton Manor im nördlichen Teil des Olympiaparks verlegt. Es wurde dann in Lee Valley Hockey and Tennis Centre umbenannt und war Austragungsort weiterer internationaler Hockey-Veranstaltungen, wie der Europameisterschaft der Herren 2015 oder der Weltmeisterschaft der Damen 2018.

## Galerie

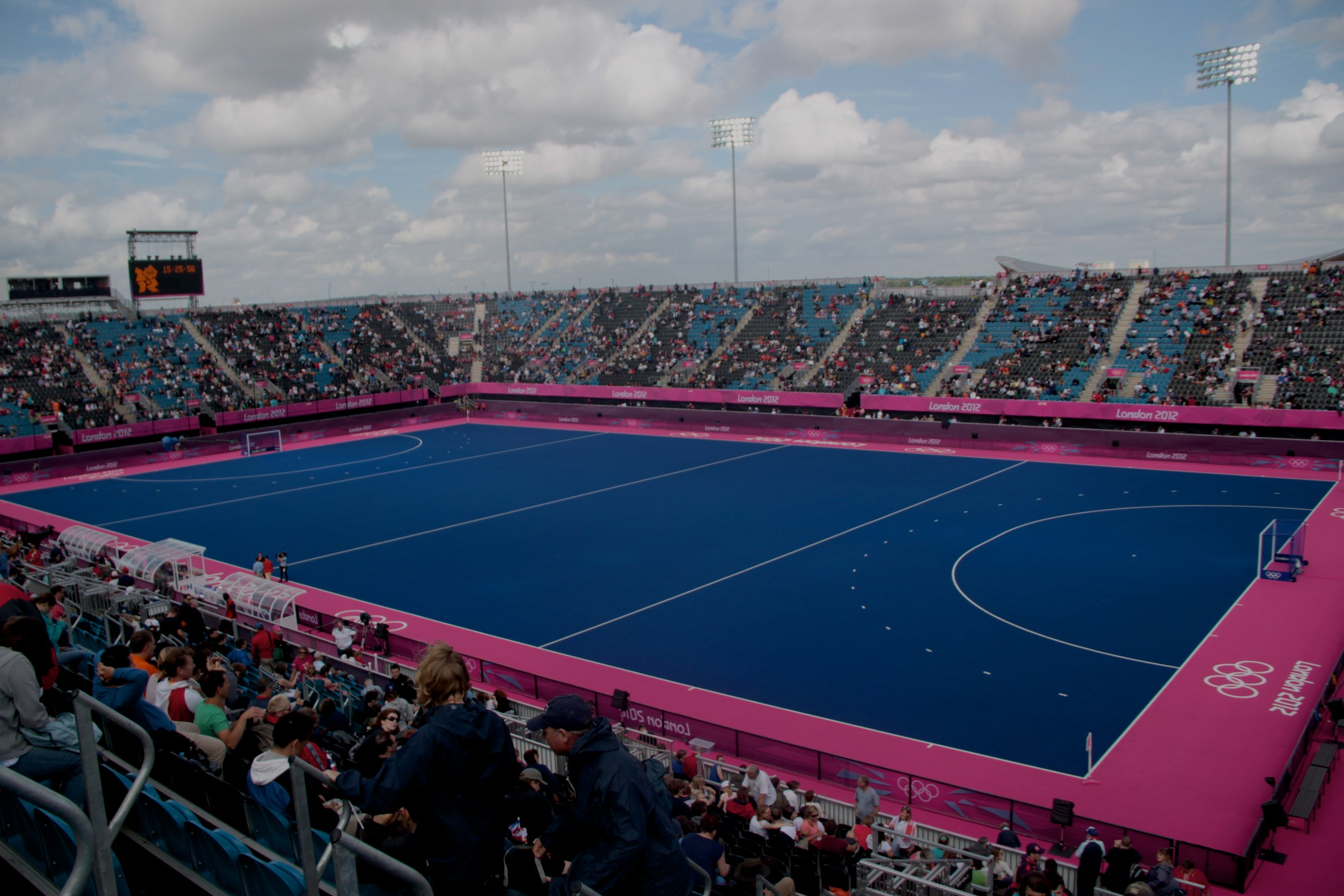
Die Riverbank Arena während der Olympischen Sommerspiele 2012
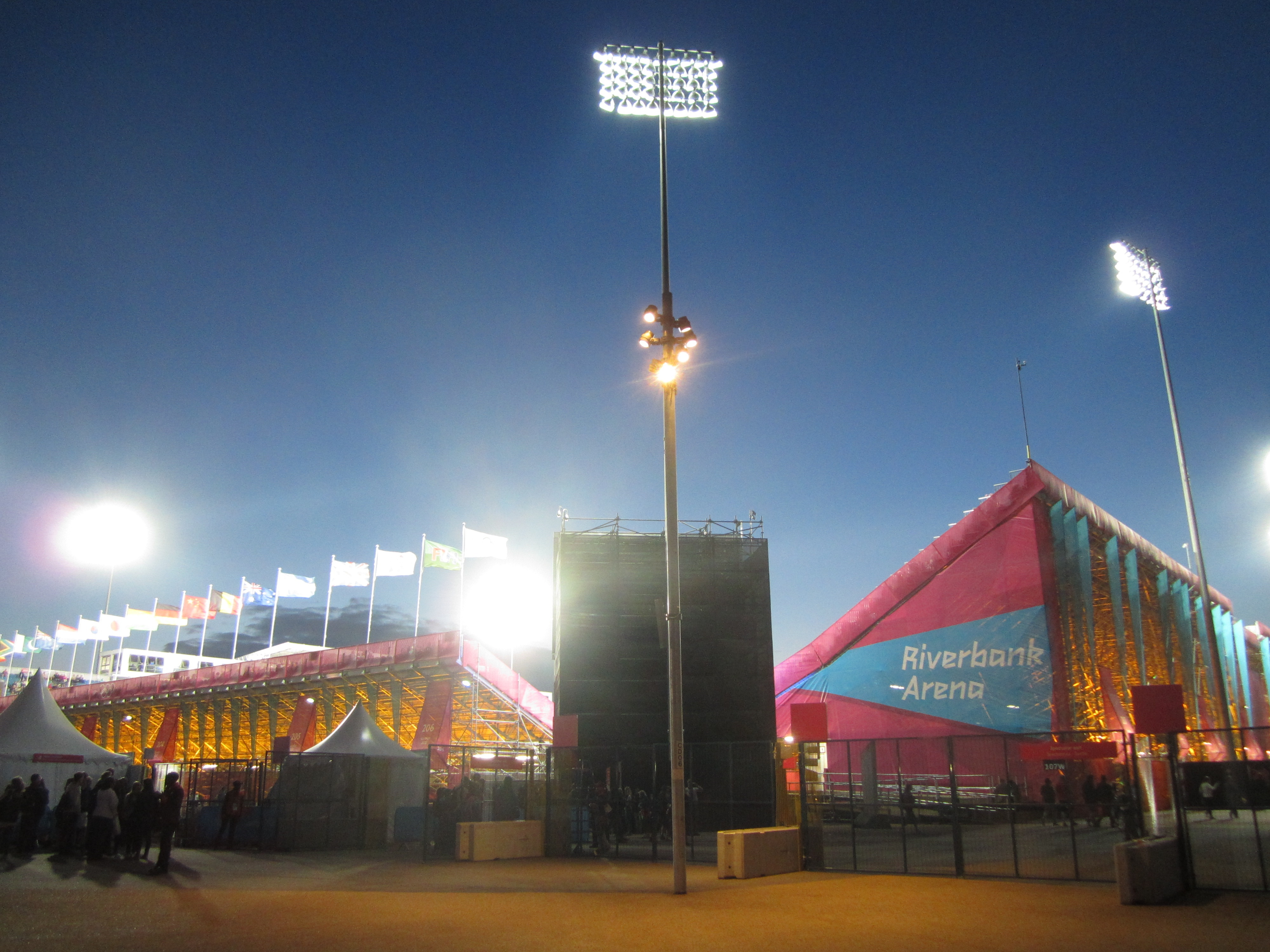
Die Riverbank Arena bei Nacht
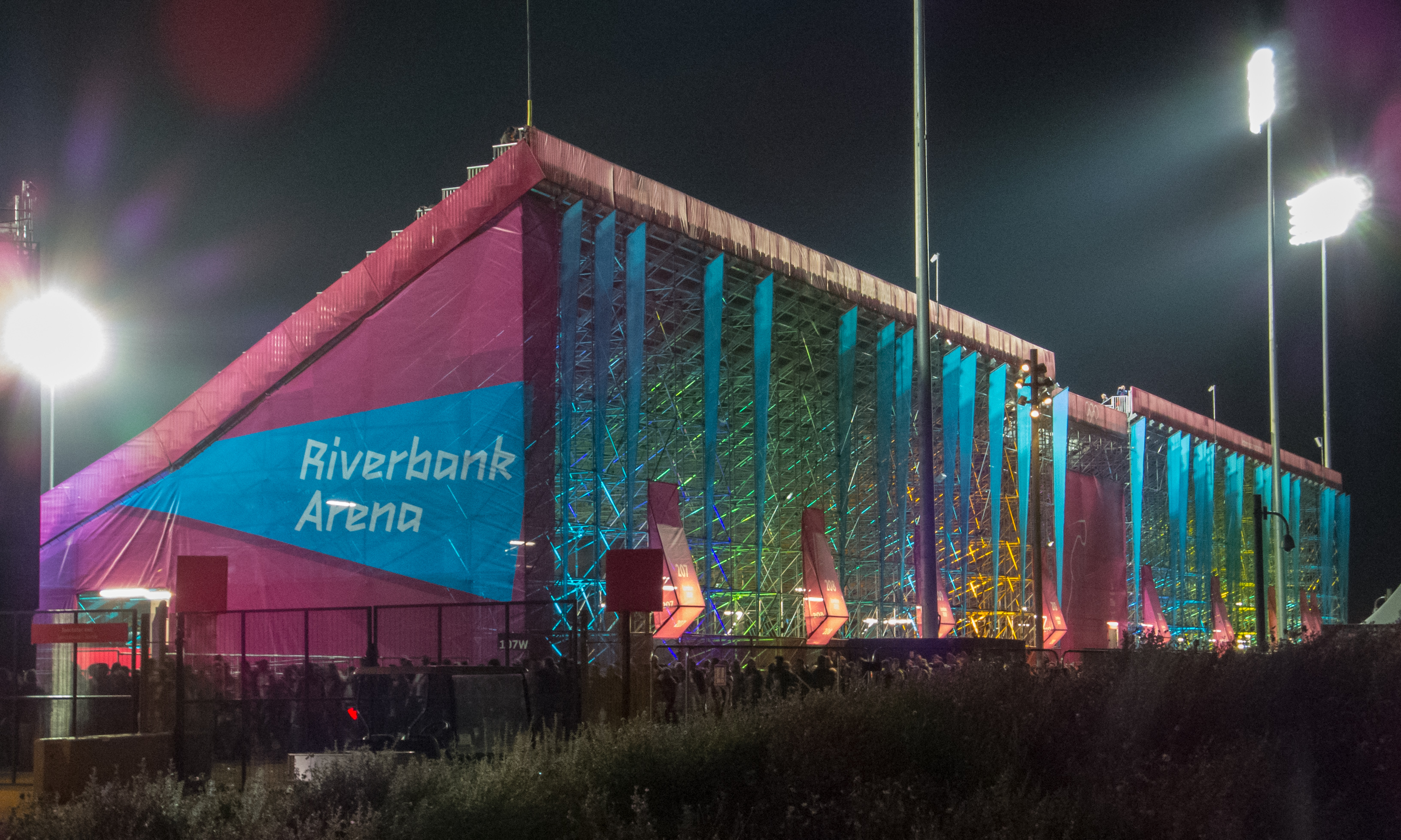
Die Riverbank Arena bei Nacht
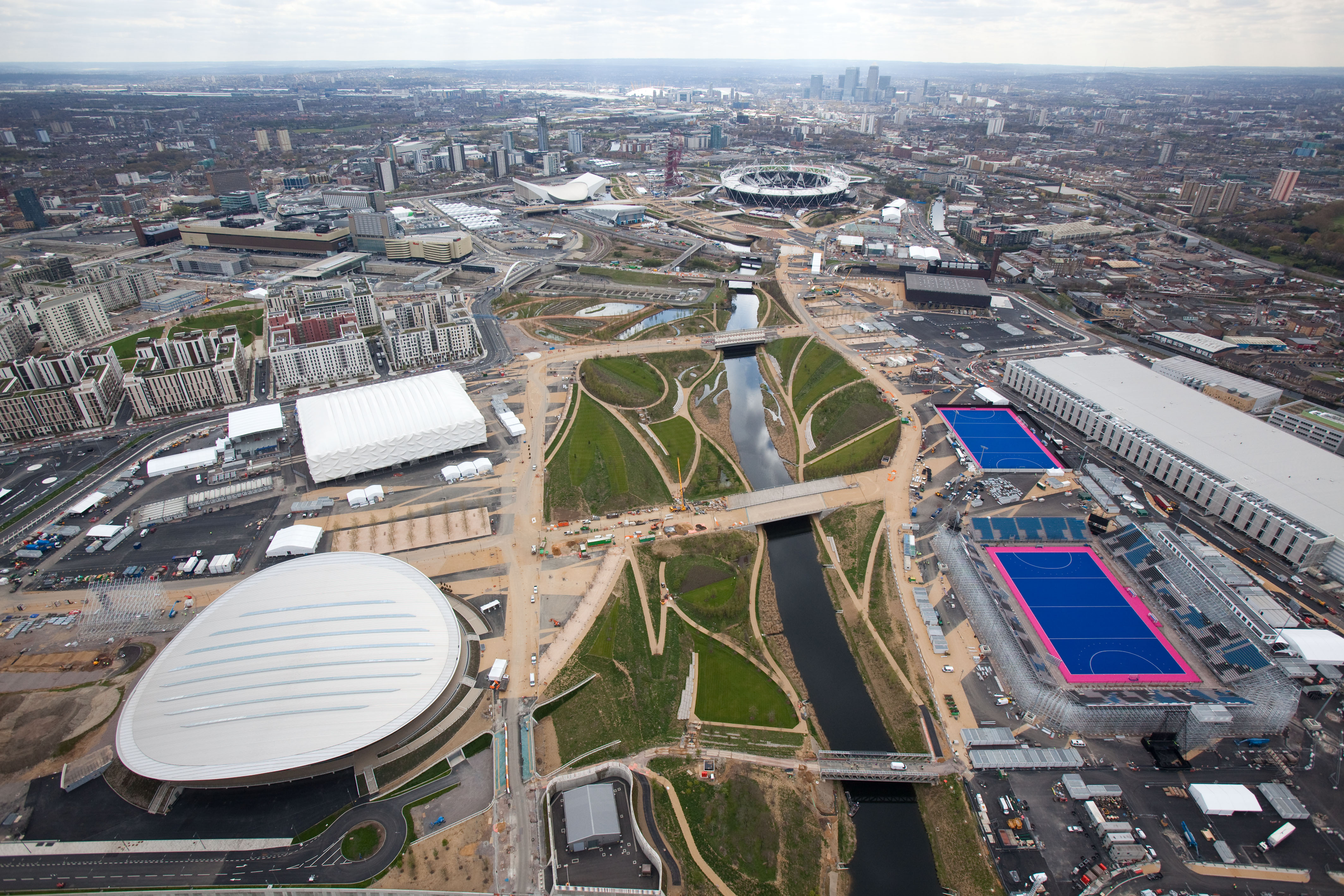
Lage der Riverbank Arena im Olympiapark (neben dem London Olympics Media Center)
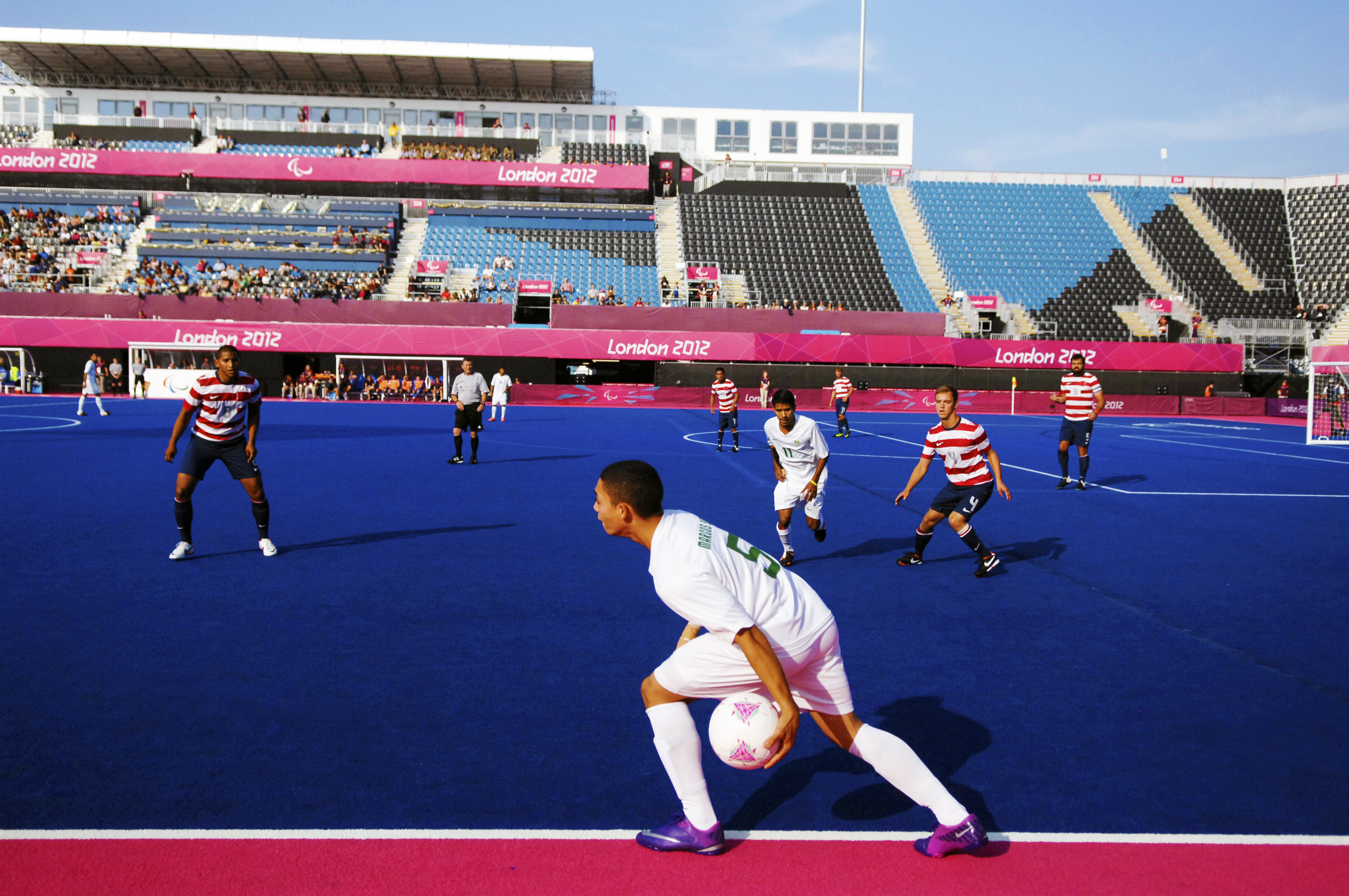
Die Riverbank Arena während der paralympischen Fußball-Wettbewerbe